# Lorin Maazel
Lorin Varencove Maazel (ur. 6 marca 1930 w Neuilly-sur-Seine,  zm. 13 lipca 2014 w Castleton Farms) – amerykański dyrygent oraz kompozytor i skrzypek.

## Życiorys
Urodził się w Neuilly-sur-Seine w aglomeracji paryskiej w 1930 roku, wziął pierwsze lekcje skrzypiec w wieku pięciu lat. W wieku lat ośmiu grał już przed publicznością, a z najlepszymi orkiestrami wstępował między 9 a 15 rokiem życia. Gdy miał 16 lat zapisał się na Uniwersytet w Pittsburghu, by studiować język, matematykę oraz filozofię. Żeby opłacić czesne grał w miejscowej filharmonii. 
Od września 1982 do 1984, Lorin Maazel był dyrektorem generalnym i dyrektorem artystycznym Opery Wiedeńskiej.
Od 2002 dyrektor muzyczny Filharmonii Nowojorskiej. Jedenaście razy dyrygował orkiestrą Wiener Philharmoniker podczas koncertów noworocznych z Wiednia.
Zmarł w wyniku powikłań po zapaleniu płuc w swoim rodzinnym domu w Wirginii, miał 84 lata.